# Music A La Mode
『Music A La Mode』（ミュージック ア・ラ・モード）は、丹下桜のベストアルバム。2011年6月29日にピクニックから発売、バウンディから販売された。CD2枚組。
丹下桜が活動拠点をインターネット上に移していた時期に発表され、現在入手困難となっているアルバム・シングル楽曲より選曲した30曲（うち「桜の花が咲く頃に」はリアレンジバージョンを収録）に、「キセキ〜わたしの道のり〜」（前作アルバム『VOCALIUM』収録「キセキ 〜キミへの道のり〜」のリアレンジバージョン）と新曲「きみのためにできること」を加えた全32曲を、テーマ別のディスク2枚に収録している。
公式略称は「みゅじあら」。
初発表時、作詞が「SERA(Little Seraph)」「SAKURA」名義だった楽曲は、本アルバムでは「さくら」名義となっている。

## 収録曲

### 【DISC：花】
1. きみのためにできること
  - ラジオ「丹下桜のRADIO・A・La・Mode」第90回放送分〜エンディングテーマ

作詞：丹下桜、作編曲：前澤ヒデノリ
2. 桜の花が咲く頃に(Re-arrange ver.)
作詞：さくら、作曲：前澤ヒデノリ、編曲：上野義雄
3. ハミングバード
作詞：さくら、作編曲：前澤ヒデノリ
4. Ange Passe
作詞：さくら、作編曲：前澤ヒデノリ
5. LOVE・WHITEDAY
作詞：さくら、作編曲：前澤ヒデノリ
6. blooming
作詞：さくら、作編曲：前澤ヒデノリ
7. CHERISH 〜聖なる光〜
作詞：さくら、作編曲：前澤ヒデノリ
8. LOVE PAIN
作詞：さくら、作編曲：前澤ヒデノリ
9. 空色メールが届いたら
作詞：さくら、作編曲：前澤ヒデノリ
10. 花火
作詞：さくら、作編曲：前澤ヒデノリ
11. 向日葵
作詞：さくら、作編曲：前澤ヒデノリ
12. 陽のあたる場所
作詞：さくら、作編曲：前澤ヒデノリ
13. ふたりの秋み〜つけた
作詞：さくら、作編曲：前澤ヒデノリ
14. Let's Party!!
作詞：さくら、作編曲：前澤ヒデノリ
15. Merry Christmas on WONDER-NET
作詞：さくら、作編曲：前澤ヒデノリ
16. RAINBOW
作詞：さくら、作編曲：前澤ヒデノリ

### 【DISC：風】
1. 奇蹟の風
作詞：さくら、作曲：前澤ヒデノリ、編曲：吉田潔
2. FLAT OUT
作詞：さくら、作編曲：前澤ヒデノリ
3. 五月雨
作詞：さくら、作編曲：前澤ヒデノリ
4. After the rain
作詞：さくら、作編曲：前澤ヒデノリ
5. きみと風になる
作詞：さくら、作編曲：前澤ヒデノリ
6. Make A Wish
作詞：さくら、作編曲：前澤ヒデノリ
7. FULL VOICE
作詞：さくら、作編曲：前澤ヒデノリ
8. Blue sky in the white canvas.
作詞：さくら、作編曲：前澤ヒデノリ
9. 風のうた
作詞：さくら、作編曲：前澤ヒデノリ
10. YOU
作詞：さくら、作編曲：前澤ヒデノリ
11. 月のうさぎ
作詞：さくら、作編曲：前澤ヒデノリ
12. EVER LOVE
作詞：さくら、作編曲：前澤ヒデノリ
13. インター＠プラネット
作詞：さくら、作編曲：前澤ヒデノリ
14. メビウスの魔法〜2∞2〜
作詞：さくら、作編曲：前澤ヒデノリ
15. Holy Love
作詞：さくら、作編曲：前澤ヒデノリ
16. キセキ〜わたしの道のり〜(Re-arrange ver.)
  - ラジオ「丹下桜のRADIO・A・La・Mode」 第90回放送分〜オープニングテーマ

作詞：丹下桜、作曲：前澤ヒデノリ、編曲：朝井泰生